# 割り勘
割り勘（わりかん）とは、二人以上の人数で利用した飲食店などの支払いをする場合に、
1. 参加者の人数で同等割にして代金を支払うことである。「割前勘定」の略[1]。本項で詳述する。
なお、1割勘定、2割勘定など参加者の立場を鑑みて均等に割らずに行うこともある。例えば先輩後輩、上司部下など。
2. 参加者が自分の食事の代金を自分で支払うこと[1]。

## 各国の状況
「割り勘」の概念が存在しない国、または、直接的に「割り勘」を指す単語や成句が存在せずに「分割」「共有」の意味の語を当てはめている国もあり、世界的に見れば、代表者1名が全額支払うことのほうが多い。
中華人民共和国、大韓民国では割り勘を申し出ることが相手を侮辱する行為となることもある。
エスニックジョークとしても、日本人の見分け方に「食事の後に計算機で支払い金額を計算して割り勘で支払うのが日本人」というのもあり、「割り勘」は日本での普及が高く、他の地域では普及していないことをうかがわせる。
日本
日本では、割前勘定、即ち「割り勘」を考案したのは江戸時代の戯作者・山東京伝だと言われる。彼は友人との飲み会の最中でも頭数で代金を計算していた事などから、当時「京伝勘定」とも呼ばれた。
日露戦争開戦頃に流行した言い回しとして「兵隊勘定」がある。これは「明日は戦場で生死も定かではないから、同じ兵隊同士、貸し借り無しに均等に負担する」という考え方から来たという説がある。
英語圏
英語では割り勘のことを「Dutch treat（オランダ人のおごり）」「Go(ing) Dutch」と呼ぶ。これは大航海時代に、イギリス人がオランダ人にケチのイメージを定着させようとしてこう呼んだのが起源とされる。なお、同じようにDutchを使った悪い意味の成句は多い。
また勘定を支払う仲間内に対しては「split the bill」、勘定の精算先（呑み屋など）に対して請求を個別に分けてもらう場合には「separate the bill (checks)」という言い方もある。
イギリス
イギリスに数多くある酒場パブでは、注文し飲み物を受け取った時点で支払うキャッシュ・オン・デリバリー(cash on delivery)の様式が基本であるため、飲み会の最後に均等割りで支払うことは少ない。
バイイング・ア・ラウンド (buying a round)
単にラウンド (round)とも呼ばれる。
代表者が全員の注文を聞いて店側に発注し飲み物を受け取ると、その代表者が全額を支払う。全員が飲み終えたら、代表者を交代し、また同じように第二の代表者が全額を支払う。これを繰り返すことで帳尻を合わせる。（当日中に全員の支払いが行われなかった場合、翌日以降に持ち越しというのもある。）
キティ (kitty)
キティは共同出資金、積立金の意。
まず参加者が全員同額の金銭を出し合う。個々の注文はこの出し合った金銭の中から支払われる。出し合った金銭が尽きた場合、更に追加注文を行いたい参加者のみで再び同額を出し合う。
比較的所得の低い層や学生のグループや、たまたま店で隣テーブルになった見知らぬグループ間で交流を深めるような場合に多く見られる。

イタリア
「alla romana」、「pagare alla romana」、「conto alla romana」、「facciamo alla romana」（仲間に割り勘を提案する場合）と呼ぶ。
alla romanaは「ローマ風の」といったような意味合いであり、「ローマ風○○」といったような料理名にも使われるので注意。
日本語に直訳した場合、「ローマ風に支払う」「ローマ人のように支払う」という程度の意味となる。
ローマ市や周辺では、この用語はあまり用いられない。
割り勘の意味に転訛した理由は、よく判っていない。
また、「pagare alla genovese」（「ジェノヴァ人のように支払う」）という言い回しもあり、これは「ジェノヴァ人は吝嗇」という認識から来ている。
中華人民共和国
年長者や食事に誘った人が全額支払うことが多い。グループ内の年齢が同じ場合、イギリスのラウンドのように順番に1人が全額を払っていくことが多い。
主に学生を中心に割り勘が増加しており「AA制」と呼ばれている。Aはアルファベットの最初の文字であり「最上位の人」の意。AAで最上位が2人いることを表し、この2人が対等であるため、支払いも対等に行うという意味から来ている。この他にも「All Average」（全平均）、「Acting Appointment」から来ているという説もある。
先輩と後輩で、先輩のほうが多く支払う場合など、支払い金額に差があるような場合には「AB制」と呼ぶ。
なお、AA制に「ケチ」などマイナスの意味を持たせる場合「日本式AA制」と呼ぶこともある。
近年は、2018年6月11日に捜狐で日本の割り勘が紹介され、中国人からすると「ケチ」に感じるということに加え、全員が同じ金額を支払い、全員が同じものを食べ、全員が対等に話ができる点を利点としている。
大韓民国
中華人民共和国と同様に、食事に誘った人、または年配の人が全額支払うことが多い。割り勘の申し出はそのような相手を侮辱する行為として取られることがある。
近年は、若い世代を中心に割り勘（韓国語では「N빵」エヌパン、N分の一の意味）が浸透してきているが、男女間のデートの際には男性側が支払うことが圧倒的に多い。
なお韓国では、日本語の「割り勘」がクレジットカード現金化などの違法現金化の意味に転用されて使用されている。
2015年可決、2016年施行された不正請託及び金品等の収受禁止に関する法律（通称、金英蘭法、キム・ヨンナン法）は1回あたり3万ウォンを超える接待を禁止しており、割り勘が韓国社会に広まる契機になるのではないかと考えられている。
フランス
「payer séparément」（「個々に支払う」「別々の支払い」の意）を使うことが多く、特に成句は無い。
スペイン
「ir a escote」、「pagar a escote」と呼ぶ。
irは英語のgo相当の語。pagarは支払うの意。a は行動の様式を表すための前置詞であり、例えば "Voy a caballo" は「（私は）馬で行く」となる。escoteは、語源を異にする2つの意味があり、一つはおもに女性のドレスにおいて首や胸が露わになった部分「デコルテ」の意（この意味での語源は、古フランク語で鎖帷子を意味する"cote"）、もうひとつは、古フランク語で税金や租税を意味する"skot" を語源とする「一人当たりの勘定」の意。　

ポルトガル
「dividir por cabeça」（「頭数で分ける」の意）
ルーマニア
「plăti nemțește」と呼ぶ。
「paying German-style（ドイツ人式支払い）」の意。

## 計算
割り勘はもっとも単純な形では
- 一人あたり支払う金額 = 参加者の注文した金額の総合計 ÷ 参加者の人数

と表される。例えばA,B,C,Dの4人が食事にいきそれぞれ4000円、5000円、3500円、7000円の料理を注文した場合は（4000+5000+3500+7000）÷4=4875で一人ずつ4875円を払うことになる。参加者の注文の平均額より多く飲食した人（B,D）はその分を払わずにすみ、逆に注文が少ない人（A,C）は余分に払わされる。
この他にも、全員が均等な金額ではなく、性別（一般的には男性のほうが女性よりも多く飲み食いすると言われる）で男性の支払い金額を多くしたり、先輩後輩の場合に先輩の支払い金額を多くする、教授と学生の場合ではまず金額を二等分し教授陣と学生陣でそれぞれ割り勘にするといったようなことも、良く見られる。他にはビールなどアルコール飲料を注文した者の負担金を多くすることも一般的である（飲食店において多くの場合アルコール飲料はソフトドリンクに対し割高であり、飲み物であるため料理のように複数人で分けあうという性質もないため。ただし、いわゆる「飲み放題」サービスを利用した場合はこの限りではない）。
日本においては割り勘での支払いが広く普及しているため、このような割り勘計算を補助するためのツールが発達している。前回からの繰り越し金有無、クーポン券による割引有無、均等割りした際の端数処理（集金が楽になるように1000円単位に丸め込む等）、上司など上位者からの出資金有無、性別等の条件による支払金額差の設定まで含めて、各参加者が支払う金額を計算できる割り勘計算補助ツールが、携帯電話やスマートフォンの普及に伴い多く発表されている。